# لويز دي كليرمونت
لويز دي كليرمونت (بالفرنسية: Louise de Clermont)‏ هي مساعدة شخصية فرنسية، ولدت في 1504، وتوفيت في 1596.